# Lophanthera pendula
Lophantera pendula é uma árvore que atinge até seis metros de altura, da família Malpighiaceae, endêmica das Florestas Ombrófilas da Floresta Amazônica e do estado de Amazonas do Brasil.
Ela foi descrita pelo botânico brasileiro de origem austro-húngara Karl Walter Adolpho Ducke, em 1937.

## Morfologia

### Geral
A L. pendula tem porte arbustivo ou de arvoreta e atinge até seis metros de altura.

### Folha
Sua lâmina foliar possui formato elíptico com base cuneada ou levemente decurrente, ápice acuminado, margem levemente revoluta e atinge dimensões de 14 a 23 por 5,5 a 10,5 centímetros de comprimento e largura respectivamente.
Ambas as faces são glabras, com exceção da nervura principal que é esparsamente serícea, sobretudo na face abaxial.
A face abaxial possui usualmente duas glândulas maiores impressas.
Seu pecíolo é serício a glabro, eglandular ou possui raramente uma ou duas glândulas próximas ao ápice e atinge de 2,0 a 207 milímetros de comprimento.
Suas estípulas são quase completamente conadas ou livres no ápice e atingem de cinco a oito milímetros de comprimento.

### Inflorescência
Sua inflorescência tem forma mais ou menos pêndula em pseudorácemo de cimeiras unifloras e atinge de  25 a 65 centímetros de comprimento.
O pedúnculo principal atinge de 2,5 a 11 milímetros de comprimento.
As brácteas são triangulares e atingem de dois a três milímetros de comprimento.
As bractéolas atingem de meio a um milímetro de comprimento e uma delas possui uma glândula pedunculada.
O pedicelo é piloso e atinge de seis a nove milímetros de comprimento.
As sépalas possuem de uma a quatro glândulas inseridas nas sépalas próximas à sépala posterior, são seríceas na face abaxial e atingem de dois a três milímetros de comprimento.
As pétalas são glabras, possuem coloração amarela e atingem de cinco a oito milímetros de comprimento.
A pétala posterior apresenta o limbo mais largo que as pétalas laterias.
O estames possuem filetes que atingem de dois a três milímetros de comprimento e possuem anteras com comprimento aproximado de 1,5 milímetros de comprimento e alas laterais com 0,3 milímetros de largura aproximada.
A parte feminina da flor possui ovário densamente piloso de um e meio milímetro de comprimento aproximado e estiletes com comprimento aproximado de quatro milímetros.
Seu fruto é uma tricoca com uma quilha dorsal arqueada, serícea, de seis por quatro a cinco milímetros de comprimento por diâmetro respectivamente.